# Lac Ilmen
 (juin 2013).
Si vous disposez d'ouvrages ou d'articles de référence ou si vous connaissez des sites web de qualité traitant du thème abordé ici, merci de compléter l'article en donnant les références utiles à sa vérifiabilité et en les liant à la section « Notes et références ».
Pour les articles homonymes, voir Ilmen.
Le lac Ilmen (en russe : Озеро Ильмень, en finnois : Ilmajärvi) est un lac de l'oblast de Novgorod, en Russie. Le lac Ilmen avec son émissaire, la Volkhov forme un bassin hydrographique de 80 200 km2, par ailleurs sous-bassin du bassin du Lac Ladoga. 

## Géographie
Il mesure 45 km de long par 35 km de large, son altitude est de 18 m et sa superficie de 982 km2 — en fait, la superficie varie entre 733 et 2 090 km2, selon le niveau d'eau. Le lac est dans l'ensemble peu profond, ne dépassant pas les 10 mètres de profondeur. Le lac est alimenté par 52 rivières, les quatre principales étant la Msta, la Pola, la Lovat et la Chelon ; il est drainé par la rivière Volkhov jusque dans le lac Ladoga, et subséquemment via la Neva jusque dans le golfe de Finlande. La ville de Novgorod se trouve 6 km en aval.
Le niveau de l'eau est contrôlé par le barrage hydroélectrique Volkhov situé sur la rivière Volkhov. La température de l'eau est environ de 19–20 °C en été. On peut y pêcher et il est également possible de s'y baigner pendant environ 90 jours par an.

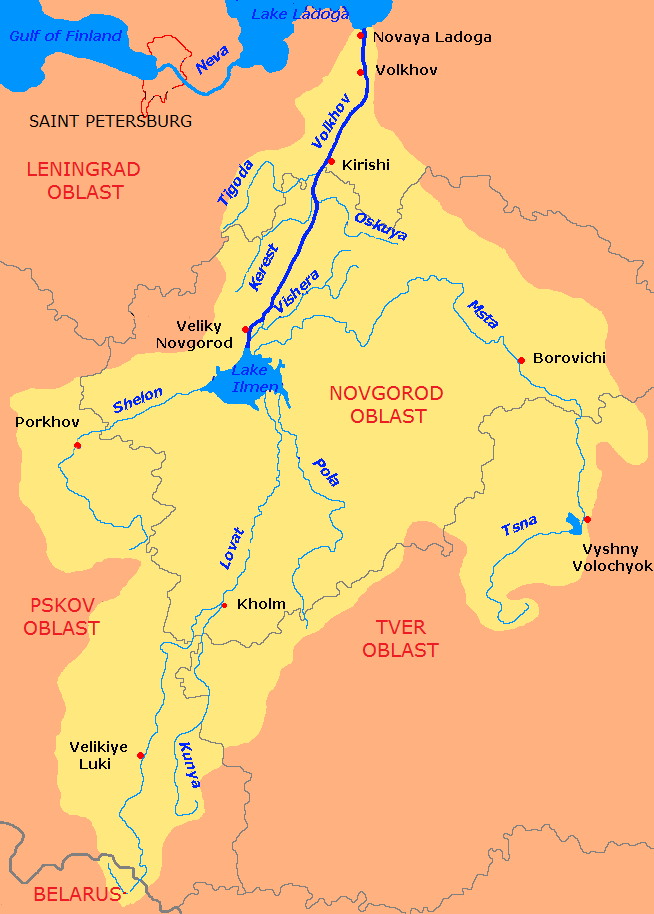
Bassin versant Volkhov-Ilmen, sous bassin du bassin du Lac Ladoga.